# Batalha de Karansebes
Batalha de Karansebes (em romeno:  Caransebeş, em turco:  Şebeş Muharebesi) foi um episódio apócrifo provavelmente da Guerra Russo-Turca (1787-1792).
No dia 17 de setembro de 1788, durante a Guerra Russo-Turca (1787-1792), milhares de soldados do exército austríaco (aliado dos russos) lutaram entre si na planície de Caransebeş. O conflito teve como início uma disputa por uma certa quantidade de rum e resultou em 10 mil mortos.